# Tomasz (Mosołow)
Tomasz, imię świeckie Nikołaj Władimirowicz Mosołow (ur. 30 listopada 1978 w Siekrietarce) – rosyjski biskup prawosławny.

## Życiorys
Pochodzi z rodziny robotniczej. W 1999 ukończył seminarium duchowne w Samarze. 3 kwietnia 1999 złożył wieczyste śluby mnisze przed arcybiskupem samarskim i syzrańskim Sergiuszem, w cerkwi domowej przy seminarium w Samarze. Przyjął imię zakonne Tomasz na cześć św. Tomasza, patriarchy Konstantynopola. Dzień później został wyświęcony na hierodiakona i zatrudniony w seminarium duchownym w Samarze jako wykładowca historii lokalnych autokefalicznych Cerkwi prawosławnych. Hieromnichem został w 2002. W latach 1999–2004 studiował zaocznie na Moskiewskiej Akademii Duchownej.
Od 2001 do 2006 był ekonomem samarskiego seminarium (od 2004 jako ihumen), zaś od 2006 – jego prorektorem ds. finansowo-gospodarczych. Od 2004 był równocześnie proboszczem parafii Narodzenia Matki Bożej w Samarze, od 2011 – proboszczem parafii przy budowanej cerkwi Zaśnięcia Matki Bożej w Samarze, zaś od 2012 – p.o. przełożonego monasteru Zmartwychwstania Pańskiego w Samarze. Święty Synod Rosyjskiego Kościoła Prawosławnego w 2014 powierzył mu ten urząd na stałe.
22 października 2015 otrzymał nominację na biskupa pomocniczego eparchii samarskiej i syzrańskiej z tytułem biskupa żygulewskiego. Cztery dni później otrzymał godność archimandryty, zaś jego chirotonia biskupia odbyła się 6 grudnia 2015 w monasterze Świętych Borysa i Gleba w Anosinie pod przewodnictwem patriarchy moskiewskiego i całej Rusi Cyryla.
W maju 2017 został pierwszym ordynariuszem nowo utworzonej eparchii syzrańskiej, z tytułem biskupa syzrańskiego i żygulewskiego. 30 maja 2019 przeniesiony do eparchii moskiewskiej miejskiej jako jej wikariusz, z tytułem biskupa pawłowo-posadskiego. Jednocześnie stanął na czele zarządu finansowo-gospodarczego Patriarchatu Moskiewskiego.
23 lipca 2019 r. rozporządzeniem patriarchy Cyryla mianowany kierownikiem patriarszego sekretariatu administracyjnego. W 2020 r. powierzono mu również obowiązki proboszcza parafii przy soborze Objawienia Pańskiego w Moskwie. W roku następnym został ordynariuszem nowo utworzonej eparchii odincowskiej.